# Топол-при-Бегунях
Топол-при-Бегунях (словен. Topol pri Begunjah) — поселення в общині Церкниця, Регіон Нотрансько-крашка, Словенія. Висота над рівнем моря: 632,1 м.